# American Recordings (Album)
American Recordings ist das erste Album in der American-Recordings-Serie des Country-Sängers Johnny Cash. Es wurde im November 1994 veröffentlicht und war das erste Album, das nach der Umbenennung von Def American auf Rick Rubins Label American Recordings veröffentlicht wurde.

## Songs und Zusammenarbeit
Rick Rubin wollte mit Johnny Cash ein Album aufnehmen, das sich von den oft überproduzierten Country-Produktionen der Zeit abhob und nur davon leben sollte, dass Cashs Präsenz sich mit seinem Gesang und Gitarrenspiel entfaltet. Elf der 13 Stücke wurden nur mit Gesang und Gitarre in Rubins Wohnzimmer bzw. in Cashs Blockhütte aufgenommen. Die Tracks 9 und 13 sind Livemitschnitte aus The Viper Room. Cash selbst sagte in den Linernotes über das Album: „Alles, was zählt, ist, dass meine Gitarre und ich eins sind.“
Rubin motivierte Cash, alles zu singen, was er wollte, legte ihm aber vermutlich auch einige Titel nahe. Dabei spielte Cash nicht nur eigene Klassiker wie Delia's Gone, sondern auch Songs von seinem Freund Kris Kristofferson und seinem ehemaligen Schwiegersohn Nick Lowe sowie von Leonard Cohen, Tom Waits und Loudon Wainwright III. Besondere Aufmerksamkeit erhielt Thirteen, das der Düsterrocker Glenn Danzig speziell für Cash geschrieben hatte. Mit der von Rubin angeregten Interpretation von genrefremden Songs, die auf den folgenden Alben der American-Recordings-Reihe fortgesetzt wurde, konnte Cash neue Hörerschichten gewinnen. So wurde der Song Tennessee Stud für den Soundtrack des Tarantino-Films Jackie Brown eingesetzt.
Die Songs befassen sich mit Gewalt, Kriegserinnerungen, Glaubensbekenntnissen und dem Wunsch nach Freiheit, der durch die in Let the Train Blow the Whistle und Down There by the Train referenzierten Züge symbolisiert wird. Im von Anton Corbijn gedrehten Video von Delia's Gone spielt Kate Moss die Titelrolle, die von Cash ermordet und beerdigt wird.

## Titelliste
1. Delia's Gone (Karl Silbersdorf, Dick Toops) – 2:17
Ursprünglich aufgenommen von Cash für The Sound of Johnny Cash (1962)
2. Let the Train Blow the Whistle (Cash) – 2:15
3. The Beast in Me (Nick Lowe) – 2:45
Ursprünglich aufgenommen von Lowe für The Impossible Bird (1994)
4. Drive On (Cash) – 2:23
5. Why Me Lord? (Kris Kristofferson) – 2:20
Ursprünglich aufgenommen von Kristofferson für Jesus Was A Capricorn (1972)
6. Thirteen (Glenn Danzig) – 2:29
Von Danzig für Cash geschrieben und später von der Band Danzig aufgenommen für Danzig 6:66 Satan's Child (1999)
7. Oh, Bury Me Not (Introduction: A Cowboy's Prayer) (Alan Lomax, John A. Lomax, Roy Rogers, Tim Spencer) – 3:52
Ursprünglich aufgenommen von Cash für Sings the Ballads of the True West (1965)
8. Bird on a Wire (Leonard Cohen) – 4:01
Ursprünglich aufgenommen von Cohen für Songs from a Room (1969)
9. Tennessee Stud [live] (Jimmy Driftwood) – 2:54
10. Down There by the Train (Tom Waits) – 5:34
Von Waits für Cash geschrieben und später von Waits auf seiner Raritätenkollektion Orphans: Brawlers, Bawlers & Bastards veröffentlicht
11. Redemption (Cash) – 3:03
12. Like a Soldier (Cash) – 2:50
13. The Man Who Couldn't Cry [live] (Loudon Wainwright III) – 5:01
Ursprünglich aufgenommen von Wainwright für Attempted Mustache (1973)

## Kommerzieller Erfolg
Nach der kommerziell wenig erfolgreichen Zeit seit den frühen achtziger Jahren veröffentlichte Cash mit American Recordings wieder ein bei Kritik und Käufern populäres Album. In den Billboard 200 belegte das Album 1994 Platz 110 und kam in den Country-Album-Charts auf Platz 23. In den USA wurden knapp 500.000 Exemplare des Albums verkauft.

## Auszeichnungen
American Recordings gewann 1995 den Grammy als Best Contemporary Folk Recording. Das Album belegte auf der vom Rolling Stone veröffentlichten Liste der 500 großartigsten Alben aller Zeiten Platz 364. Es belegte 1994 in mehreren Jahresranglisten vordere Plätze: Unter den 25 Best Albums of 1994 des Mojo belegte es Platz 4, im Pazz & Jop Critics Poll von The Village Voice erreichte es Platz 7, und bei The Face Platz 15. Beim NME belegte das Album Platz 23 und war dort auch Album des Monats. Auch Q führte American Recordings unter den 50 besten Alben des Jahres 1994.

## Rezeption
In der Rezension des amerikanischen Rolling Stone sprach Paul Evans Cash zu, unwiderlegbar cool zu sein. Rubin habe mit nackter Gitarre und Cashs weiser Stimme eine Produktion geschaffen, die zäher sei als Leder. Es sei das Album, das Cash habe machen müssen, und dabei sowohl auf grimmige Weise der Legende Cashs ergeben als auch gänzlich zeitgemäß. Hier sei Country so kathartisch, wie Country nur sein könne. Im deutschen Rolling Stone wurde American Recordings beschrieben, ’als würde Gott persönlich aus dem Alten Testament vorlesen'.
Trotz des Verzichts auf den vertrauten Boom-chicka-boom-Rhythmus früherer Cash-Aufnahmen, zeige „kein Album den Man In Black deutlicher, dunkler und mehr auf der Höhe seiner Kunst“. Entertainment Weekly sprach davon, dass Cashs Stimme „der Grand Canyon der amerikanischen Musik“ sei. Der Allmusic Guide bemerkte, das Album sei zwar teilweise überbewertet worden, habe Cash aber ins Rampenlicht zurückgebracht, wo er hingehöre.